# Nevertheless, she persisted
« She was warned. She was given an explanation. Nevertheless, she persisted. » (en français : « Elle a été avertie. On lui a donné une explication. Néanmoins, elle a persisté. ») est un commentaire du chef de la majorité du Sénat américain Mitch McConnell après un vote du Sénat des États-Unis pour faire taire les objections de la sénatrice Elizabeth Warren à la confirmation du sénateur Jeff Sessions en tant que procureur général des États-Unis, en 2017. Le slogan Nevertheless, she persisted a été adopté rapidement par les partisans de Warren. Certaines personnalités politiques conservatrices s'y sont opposés et ont affirmé que les comparaisons entre Warren et d'autres militantes politiques étaient inappropriées.

## Contexte
Le 7 février 2017, le Sénat américain débat de la confirmation du sénateur de l'État de l'Alabama Jeff Sessions pour devenir procureur général. La sénatrice de l'État du Massachusetts Elizabeth Warren se prononce contre la confirmation, critiquant les actions de Sessions concernant les droits civils. La sénatrice Warren cite une déclaration de 1986 par l'ancien sénateur Ted Kennedy au sujet de la nomination du sénateur Sessions comme juge de la Cour fédérale : « Il est, je crois, une honte pour le ministère de la Justice, et il devrait retirer sa nomination et démissionner. J'appuie le sénateur Kennedy et, comme il l'a fait, je voterai contre la nomination du sénateur Sessions ». Le sénatrice Warren continue en lisant une lettre que Coretta Scott King avait écrite au Comité judiciaire du Sénat en 1986. La lettre de Mme King comprend des propos critique à l'égard du Sénateur Sessions : « Les dirigeants des droits civils, y compris mon mari et Albert Turner, ont lutté longtemps et durement pour obtenir la liberté et l'accès sans entrave à l'urne. M. Sessions a utilisé le pouvoir formidable dont dispose son bureau pour affaiblir le libre exercice du vote des citoyens noirs dans le district qu'il cherche maintenant à servir comme juge fédéral. Cela ne peut tout simplement pas se produire. La conduite de M. Sessions en tant que procureur des États-Unis, ses poursuites de fraude électorale et son indifférence à l'égard des violations criminelles des lois sur les droits civils, indique qu'il manque de tempérament, d'équité et de jugement pour être un juge fédéral ». 

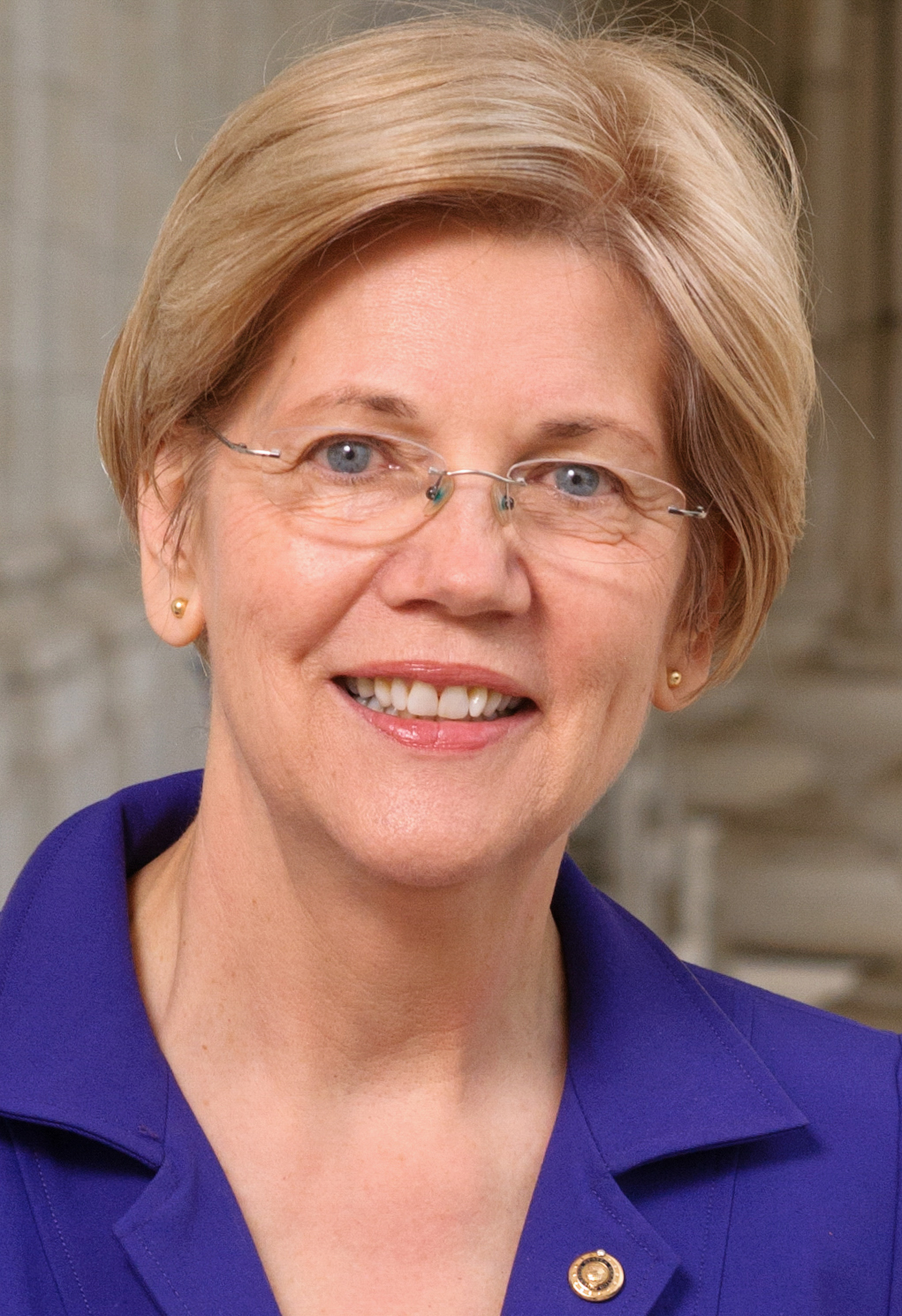
La sénatrice Elizabeth Warren en 2016

Alors que la sénatrice Warren fait la lecture de la lettre de Mme King, le président du Sénat présidentiel, Steve Daines, de l'État du Montana, l'interrompt, lui rappelant la Règle XIX du Sénat qui interdit d'attribuer « à un autre sénateur ou à d'autres sénateurs une conduite ou un motif indigne ou inconvenant pour un sénateur »,. 

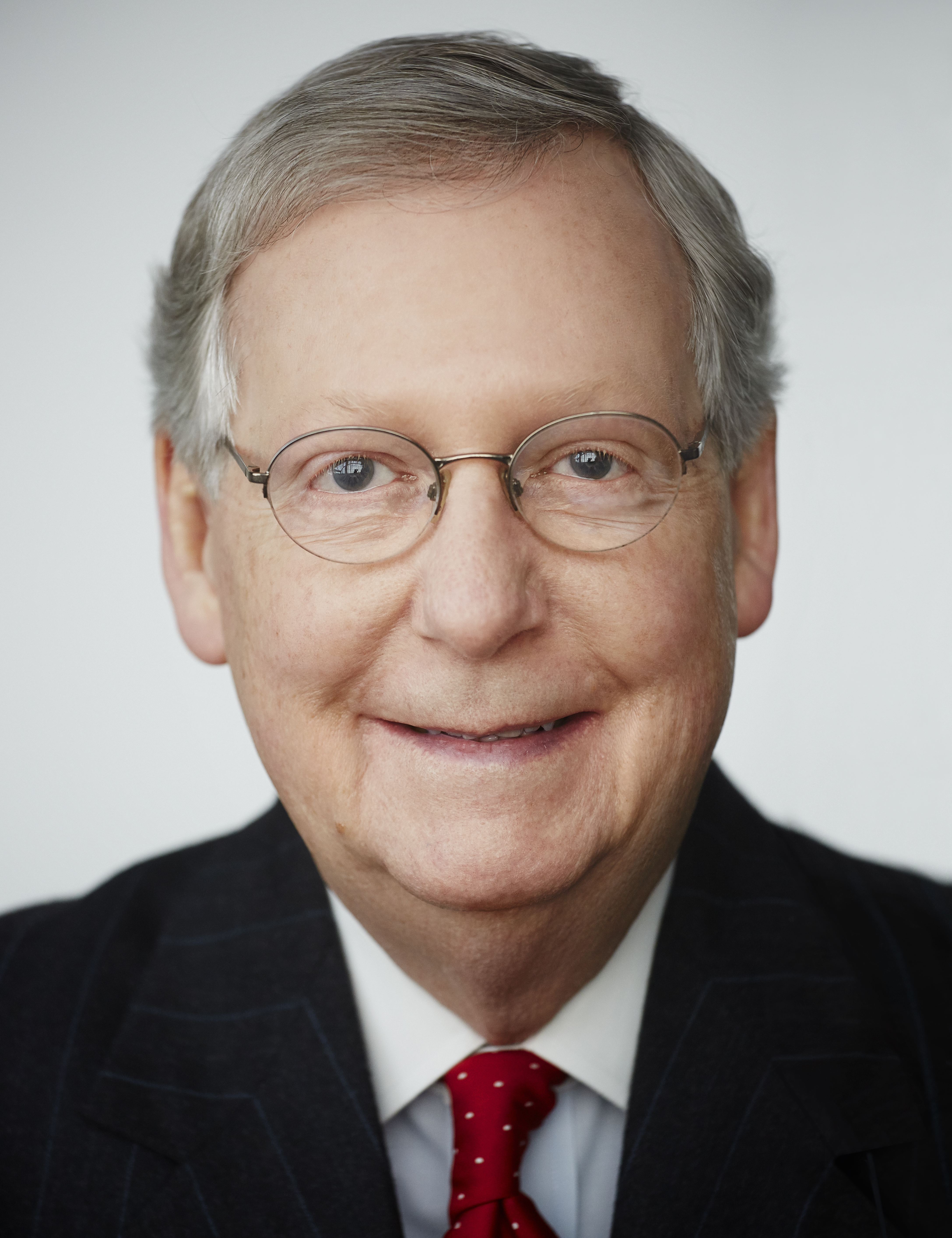
Le sénateur Mitch McConnell en 2016

Le sénatrice Warren déclare qu'elle citait seulement l'ancien sénateur Kennedy et elle demande si la lecture de la lettre de Mme King, qui avait été admise au dossier du Sénat en 1986, constitue une violation des règles du Sénat. Le président du Sénat présidentiel Daines lui répond en citant encore la règle XIX. La sénatrice Warren demande alors la permission de continuer à lire la lettre de Mme King, et le président du Sénat présidentiel Daines lui permet de le faire. 
Alors que le sénateur Warren continue à lire la lettre, le chef de la majorité du Sénat, Mitch McConnell, de l'État du Kentucky, l'interrompt en disant : « La sénatrice a contesté les motifs et la conduite de notre collègue de l'État de l'Alabama, comme l'a averti le président ». Le sénateur McConnell s'oppose à une phrase de la lettre de Mme King que la sénatrice Warren avait cité avant l'avertissement : « M. Sessions a utilisé le pouvoir formidable dont dispose son bureau pour refroidir le libre exercice du vote par les citoyens noirs ». 
La sénatrice Warren déclare qu'elle est « surprise que les mots de Coretta Scott King ne conviennent pas au débat au Sénat des États-Unis » et demande à continuer. Le sénateur Daines demande donc s'il y avait objection. Le sénateur McConnell s'y oppose, et le sénateur Daines appelle à un vote en disant : « La sénatrice va s'asseoir sur son siège », empêchant ainsi la sénatrice Warren de continuer. Le sénat vote pour maintenir la décision de Daines selon les lignes du parti et pour faire taire la sénatrice Warren pour toute la durée des audiences de confirmation de Sessions. 
Il reste alors approximativement trente heures aux audiences et les démocrates s'opposent au silence imposé à la sénatrice Warren. Le sénateur Jeff Merkley de l'État de l'Oregon reprend ensuite la lecture de la lettre de Mme King sans objection.  Le sénateur Cory Booker de l'État du New-Jersey souligne que la lettre est déjà dans les enregistrements du Congrès de 1986. 
À la suite du vote au Sénat en faveur du silence de la sénateur Warren, le sénateur McConnell déclare au Sénat : « La sénatrice Warren prononçait un long discours. Elle avait semblé violer la règle. Elle a été avertie. On lui a donné une explication. Néanmoins, elle a persisté ».